# نهاية المراقبة (رواية)

نهاية المراقبة (ستيفن كينج) 2016

نهاية المراقبة (بالإنجليزية: End of Watch) رواية عن الجريمة للكاتب الأمريكي ستيفن كينج، صدرت في 7 يونيو 2016 في 497 صفحة. الرواية هي الخاتمة للثلاثية  الأكثر مبيعًا في نيويورك تايمز والتي بدأت مع رواية «السيد مرسيدس» (الحائزة على جائزة إدجار). تم الإعلان عن الكتاب لأول مرة في احتفال في كلية سانت فرانسيس في 21 أبريل 2015  وكان عنوان الرواية وقتها «الأمير الانتحاري»، وفي 10 يونيو، تم الإعلان عن العنوان الجديد «نهاية المراقبة».
«نهاية المراقبة» هو الكتاب التاسع والستون لستيفن كينج، وهي روايته الخامسة والخمسون، والثامنة والأربعون تحت اسمه الحقيقي.
في حفل توزيع جوائز إدجار عام 2015 وأثناء استلام كينج جائزة أفضل رواية «السيد مرسيدس»، أعلن أن الخصم في رواية «السيد مرسيدس» وهو برادي هارتسفيلد، سيعود مرة أخرى في رواية «نهاية المراقبة».

## برادي هارتسفيلد
برادي هارتسفيلد: الشخصية الرئيسية في «نهاية المراقبة»، هو الرجل الذي قتل عدة أشخاص وجرح أكثر عندما قاد سيارة في حشد من الناس في انتظار افتتاح معرض للوظائف. حاول لاحقًا تفجير قنبلة أثناء حفل لموسيقى البوب الذي نفد، لكن رجال الشرطة هولي وجيروم وهودجز تمكنوا من إيقافه. يصفه أطباؤه بأنه في حالة إنباتية مستمرة بعد أن أصابه هولي في رأسه. برادي هو الشرير أو الخصم الرئيسي للرواية. على الرغم من أنه يُعتقد أنه شبه متجمد، فقد عاد عقل برادي بالفعل إلى نفس المستوى الوظيفي أو ربما حتى وظيفة أعلى مما كان عليه قبل إصابة دماغه. أعطى الطبيب المعالج لبرادي عقاقير تجريبية يعتقد أنها تزيد من نشاط الدماغ لكن برادي لا يعتقد أن هذه الأدوية لها أي علاقة بتعافيه.

## أحداث الرواية
تبدأ الأحداث بالعودة لذكريات روب مارتن وجيسون راسبس، طاقم سيارة الإسعاف في موقع حادث دهم مجموعة من المارة. كانوا مسؤولين عن نقل مارتين ستوفر، أحد أكثر الضحايا إصابة، إلى المستشفى. نجت مارتين لكنها أصيبت بالشلل من أسفل الصدر. تمر سبع سنوات ويستدعى المحقق هودجز وزميله هولي جيبني للتشاور في قضية يبدو أنها جريمة قتل أو انتحار. يبدو أن جانيس إليرتون أعطت ابنتها مارتين ستوفر جرعة زائدة من مسكن الآلام ثم خنقت نفسها. بيت هنتلي، شريك هودجز القديم، يتصل بهودجز لأن القضية مرتبطة جرائم المرسيدس القديمة. من الواضح أن شريك بيت الجديد، إيزي جاينز، لا يريد مشاركة هودجز وهولي. تعتقد هولي أن السبب في ذلك هو أن إيزي يعرف أن هولي وهودجز سيبحثان في حالات الوفاة الغريبة أكثر مما يريد إيزي القيام به. لم يكتشف هودجز وهولي حرف () كبير مكتوبًا على المنضدة في الحمام حيث قتلت جانيس نفسها فحسب، بل عثروا أيضًا على وحدة تحكم ألعاب قديمة، مطوية في كرسي جانيس. أخبرتهم مدبرة منزل جانيس قصة غريبة عن رجل قدم لجانيس وحدة التحكم هذه كهدية. كان برادي هارتسفيلد يستطيع تحريك الأشياء بقوة عقله، ويمكنه أيضًا الدخول إلى عقول الناس بمجرد أن يكونوا تحت التنويم المغناطيسي. يسمح له هذا التحكم بالعقل باستخدام شخص مثل السيارة يقودها أينما يشاء. بدأ برادي يستولى على عقول الكثيرين، وبدأ يبتز الدكتور فيليكس بابينو جراح الأعصاب ليصبح أحد أتباعه. وحصل الدكتور بابينو وبرادي على كميات كبيرة من أجهزة التحكم عن بعد لاستخدامها في التحكم في أذهان أولئك الذين حضروا الحفلة الموسيقية التي كان ينوي تعطيلها بقنبلة قبل سنوات. يأمل برادي في تفجير وباء انتحاري. أصبح فريدي لينكلاتر، زميل برادي السابق في ديسكونت إلكترونيكس، شريك برادي غير المتعمد في الجريمة. يلتقي هودجز وهولي بجيروم لإيقاف برادي قبل أن يتمكن من إقناع المراهقين بإنهاء حياتهم بالانتحار.

## استقبال الرواية
كتبت أليسون فلود في صحيفة الجارديان بتاريخ 4 يونيو 2016: «قد تكون» نهاية المراقبة«عودة إلى أسلوب كينج الأكثر كلاسيكية، ولكن لا يزال شخصيات» بيل«و» هولي«هو ما يجعل الرواية تتألق. سأدعم هذين الشخصين في أي رواية، ولا يسعني إلا أن أتمنى، كما ألمح كينج مؤخرًا، أنه قد يعود إلى هذه الشخصيات».
كتب ديفيد ستيفن على موقع ديابوليكال بلوتس في 7 نوفمبر 2018: «هذه نهاية صلبة للقصة التي بدأت في السيد مرسيدس (بعد كتاب ثانٍ ليس سيئًا ولكنه عرضي للغاية)، الكتاب ككل هو من كتب ستيفن كينج اللائقة. لقد وجدت النهاية ضعيفة بعض الشيء لكن باقي الكتاب يعوضها أكثر من ذلك».
كتب إريك سبانبرغ على موقع كريستيان ساينس مونيتور في 30 يونية 2016: «رصيد لكينج لطرحه وصفة مخيفة ومعقولة للهستيريا التي يغذيها الإنترنت... تزأر رواية» نهاية المراقبة«بنتيجة مرضية».
جاء على موقع سوبرنوفا رايتس في 11 سبتمبر 2018: «أعتقد أنه يكتب روايات الجريمة بشكل جيد نسبيًا وعندما قام بتضمين عنصر الخوارق، فقد جعل القصة بالفعل أفضل بكثير. مع ما يقال، أود حقًا أن أوصي بهذه الثلاثية لأنها كانت في النهاية جيدة للتحليق خلالها».

## وصلات خارجية
https://bookmarks.reviews/reviews/end-of-watch/ نهاية المراقبة (رواية)
https://stephenking.fandom.com/wiki/End_of_Watch نهاية المراقبة (رواية)
https://www.goodreads.com/book/show/25526965-end-of-watch نهاية المراقبة (رواية)